# Siergiej Kosiłow
Siergiej Siergiejewicz Kosiłow, ros. Сергей Сергеевич Косилов (ur. 11 lipca 1979, Rosyjska FSRR) – rosyjski piłkarz, grający na pozycji pomocnika.

## Kariera piłkarska

### Kariera klubowa
Wychowanek Szkoły Piłkarskiej w Biełgorodzie. Na początku 1999 debiutował w składzie Dnipra Dniepropetrowsk, skąd latem 2002 roku został wypożyczony do Polihraftechniki Oleksandria, a na początku 2004 do Tawrii Symferopol. W 2005 powrócił do ojczyzny, gdzie występował w klubach Arsenał Tuła i FK Gubkin. Ostatnim klubem w jego karierze był amatorski zespół Gorniak Stroitiel.

## Sukcesy i odznaczenia

### Sukcesy klubowe
- brązowy medalista Mistrzostw Ukrainy: 2001